# Menhir de la Belle Roche
Pour les articles homonymes, voir Belle Roche (homonymie).
Le menhir de la Belle Roche est situé sur la commune de Culey-le-Patry au sud du hameau de la Trufaudière, en France, dans le département du Calvados.

## Description
Le menhir se trouve au fond d'une étroite vallée boisée sur la rive gauche du ruisseau d'Herbion, affluent de l'Orne. Il est renversé, en surplomb du ruisseau. Il mesure près de 5,30 m de long et 2,70 m dans sa plus grande largeur, son épaisseur varie entre 0,70 m et 0,85 m. C'est un schiste portant de profondes entailles sur la tranche. Avant sa chute, en 1840, il était considéré comme le plus grand menhir du Calvados.
Le menhir dit La Belle Roche fait l’objet d’un classement au titre des monuments historiques depuis le 19 mai 1954.

## Légendes
D'après la tradition populaire un trésor était dissimulé sous la pierre druidique . Elle fut déséquilibrée par les excavations des chercheurs de trésor, puis renversée par le propriétaire dans l'espoir de s'en emparer.
On racontait aussi que la nuit de Noël, elle remuait sur sa base en faisant plusieurs tours sur elle-même et ne reprenait son immobilité qu'au premier chant du coq de la ferme voisine de la Métairie ,.

## Galerie

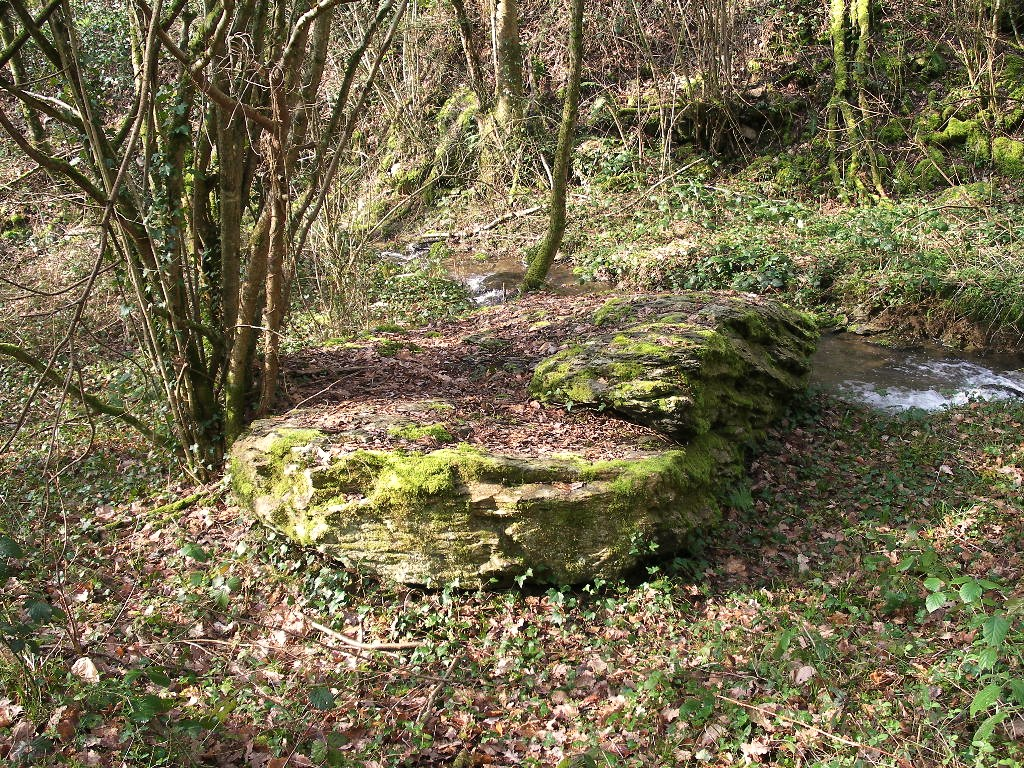
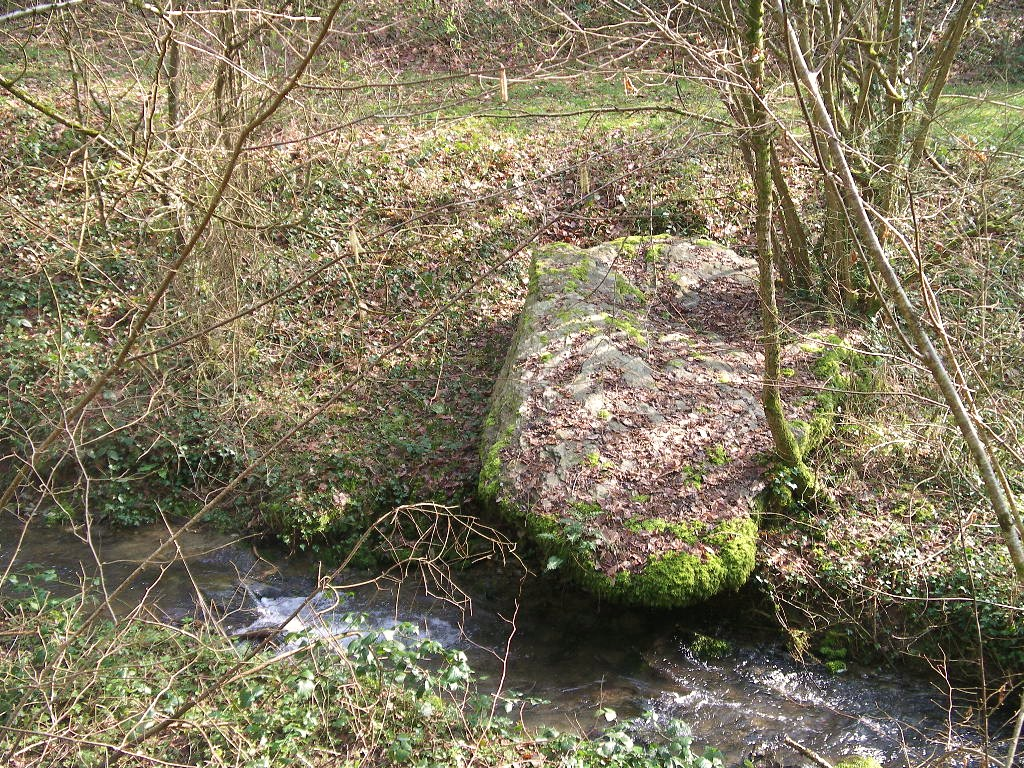
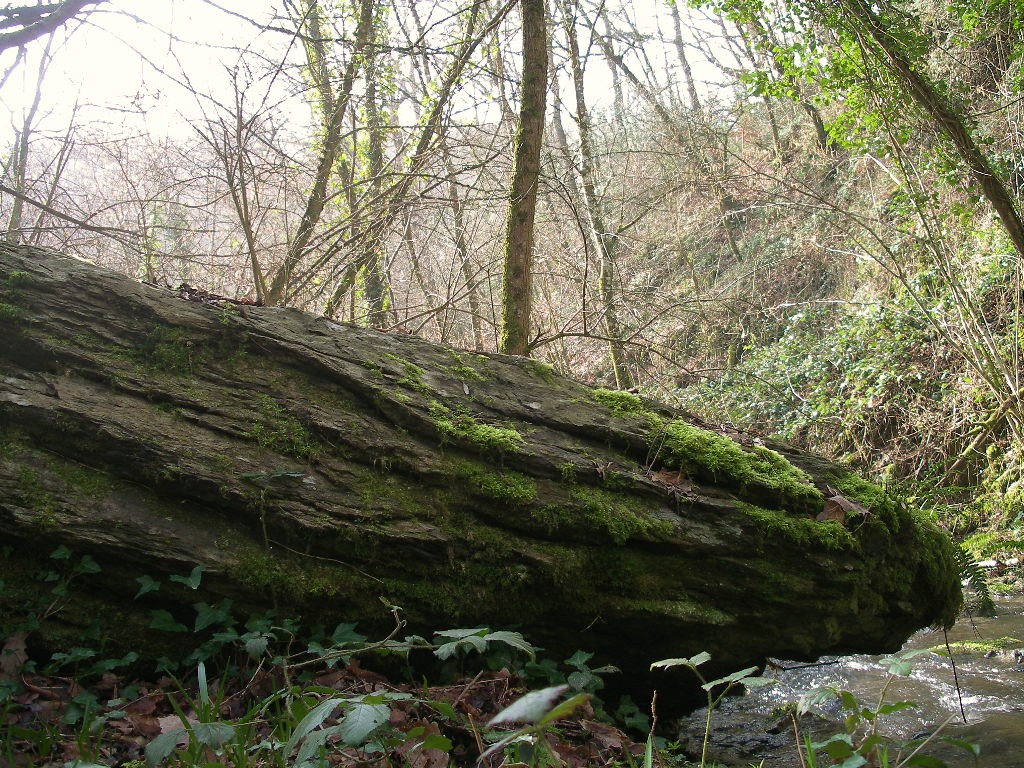